# Tiszanagyfalu, Szabolcs-Szatmár-Bereg
Tiszanagyfalu  este un sat în districtul Nyíregyház, județul Szabolcs-Szatmár-Bereg, Ungaria, având o populație de 1.916 locuitori (2011). 

## Demografie
Componența etnică a satului Tiszanagyfalu
     Maghiari (91,33%)
     Germani (8,24%)
     Necunoscut (0,27%)
     Romi (0,16%)
     Alții (0,27%)
Componența confesională a satului Tiszanagyfalu
     Romano-catolici (35,8%)
     Reformați (26,25%)
     Greco-catolici (9,03%)
     Fără religie (4,44%)
     Necunoscută (23,96%)
     Alte religii (1,77%)
Conform recensământului din 2011, satul Tiszanagyfalu avea 1.916 locuitori. Din punct de vedere etnic, majoritatea locuitorilor (91,33%) erau maghiari, cu o minoritate de germani (8,24%). Apartenența etnică nu este cunoscută în cazul a 0,27% din locuitori. Nu există o religie majoritară, locuitorii fiind romano-catolici (35,8%), reformați (26,25%), greco-catolici (9,03%) și persoane fără religie (4,44%). Pentru 23,96% din locuitori nu este cunoscută apartenența confesională.